# Horst Stumpf

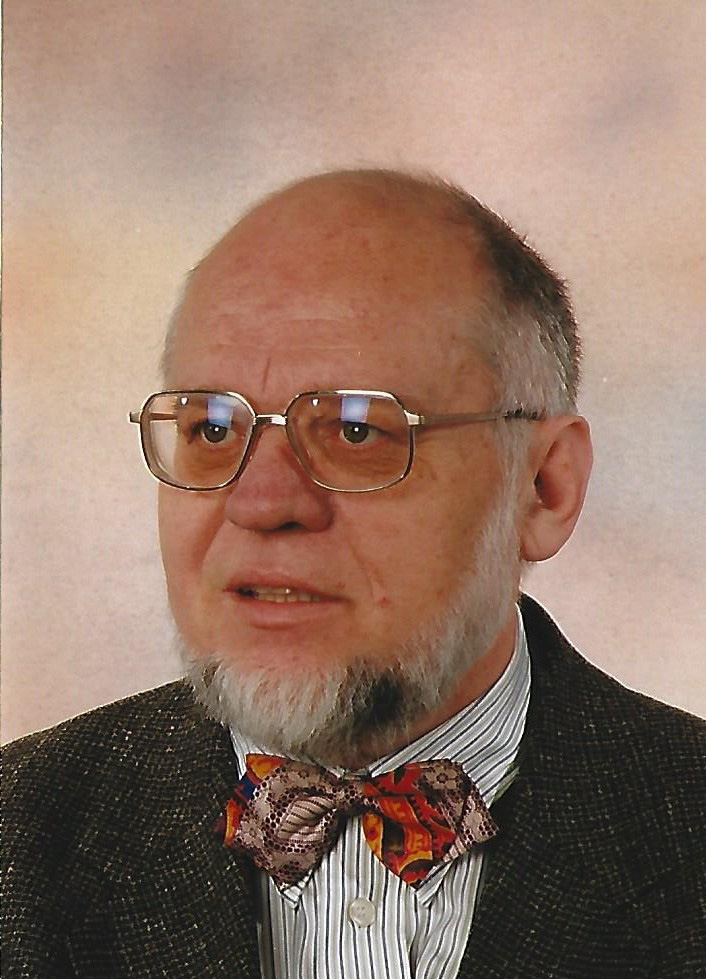
Horst Stumpf (2001)

Horst Werner Stumpf (* 23. Oktober 1940 in Klagenfurt; † 16. Jänner 2006 ebenda) war ein österreichischer Reifenkonstrukteur und Erfinder, Hochschulprofessor und Maler.

## Leben
Stumpf interessierte sich als Jugendlicher besonders für Malerei, war aber auch als Matrose bei der Wörthersee-Schifffahrt tätig. Von 1959 bis 1967 studierte er Schiff- und Schiffsmaschinenbau an der Technischen Hochschule Wien, heute Technische Universität Wien (TU Wien). Während seines Studiums arbeitete er als Vertragslehrer an der Berufsschule für Kraftfahrzeugmechanik in Wien und als Versuchsingenieur in der Schiffbautechnischen Versuchsanstalt in Wien.
Von 1967 bis 1994 – zwischenzeitlich unterbrochen durch den Dienst im Bundesheer (1968–1969, Oberleutnant des höheren militärtechnischen Dienstes) und eine Assistentenstelle an der Technischen Universität Darmstadt (1970–1971) – war Stumpf bei Semperit tätig, zuletzt als Leiter der Entwicklung PKW-, Fahrrad- und Moped-Reifen, sowie Schläuche und Heizbälge. Danach leitete er bis 1996 die Entwicklung der PKW-Sommerreifen der Continental AG für die Marken Continental, Semperit, Uniroyal, Barum, General Tire, Sava, Gislaved, Vicking, Mabor und für sieben private Marken. Ab 1996 betrieb er ein Reifen-Labor (Chemisches Labor und Technisches Büro auf dem Fachgebiet des Maschinenbaus) und führte seine 1970 begonnene Tätigkeit als Allgemein beeideter gerichtlicher Sachverständiger für das Fachgebiet Gummi (insbesondere auch Bereifung) weiter fort.
Ab 1993 war Stumpf als Lektor an der TU Wien und an der Technischen Universität Graz tätig. Im Jahr 1996 schloss er mit dem Doktorat das Studium der technischen Wissenschaften an der Fakultät für Maschinenbau der TU Wien ab und habilitierte sich 1997 dort. Von 1998 bis 2002 war er als Professor an der Fachhochschule Joanneum in Graz tätig und leitete den Studiengang Automotive Engineering.
In der Reifenentwicklung galt Stumpf als Pionier, was 1990 zur Verleihung des Berufstitels Professor führte und ihm den Spitznamen „Reifen-Professor“ bzw. „Reifen-Papst“ einbrachte. Im Jahr 2003 gründete Stumpf das Symposium „Reifen und Fahrwerk“ an der TU Wien, das vom ÖAMTC „im Gedenken an Horst Stumpf“ seit dem 5. Reifensymposium 2007 weitergeführt wird.
Das malerische Handwerk erlernte Stumpf in Klagenfurt bei Sepp Schmölzer und Carlo Kos. Seine Landschaftsaquarelle und figurativen Aquarelle sowie Eitempera zeigte er in Ausstellungen in Österreich. Daneben engagierte Stumpf sich als Proponent von „Kunst (im) Werk“.

## Auszeichnungen/Ehrungen (Auswahl)
- 1990: Verleihung des Berufstitel Professor durch den österreichischen Bundespräsidenten Kurt Waldheim.
- 1995: Auszeichnung für das Light-Weight Tire Concept durch The Tire Society.
- 2001: Verleihung des Titels Fachhochschul-Professor durch die Österreichische Fachhochschul-Konferenz (FHK).

## Publikationen (Auswahl)
- Ganzheitliche Methode zur kundenorientierten Pkw-Reifenentwicklung bei verkürzter Entwicklungszeit. VDI-Verlag, Düsseldorf 1997 (= Reihe 12: Verkehrstechnik/Fahrzeugtechnik 326), ISBN 3-18-332612-4.
- Handbuch der Reifentechnik. Springer, Wien/New York 1997, ISBN 3-211-82941-5.
- Lebenslanges Lernen als selbstverantwortliches Berufshandeln. Reflexionen zu Bildung, Lernen und „neuen Medien“. Wien: Verlag Österreich 2003 (= Schriften zum Bildungsrecht und zur Bildungspolitik 6), ISBN 3-7046-3975-3    (Redaktion).
- 2. Symposium Reifen und Fahrwerk 27. September 2004. VDI-Verlag, Düsseldorf 2004 (= Reihe 12: Verkehrstechnik/Fahrzeugtechnik 580), ISBN 3-18-358012-8   (als Herausgeber mit Bernhard Geringer).
- 3. Symposium Reifen und Fahrwerk 26. September 2005. VDI-Verlag, Düsseldorf 2005 (= Reihe 12: Verkehrstechnik/Fahrzeugtechnik 603), ISBN 3-18-360312-8    (als Herausgeber mit Bernhard Geringer).

## Patente (Auswahl)
| Titel | Veröffentlichungsnummer | Früheste Priorität |
| --- | ----------------------- | ------------------ |
| Method for the fabrication of a molded article formed from oriented fiber reinforced material                                                     | US3901961A              | 1970-08-05         |
| Formkörper aus einem elastomeren Material, sowie Verfahren und Vorrichtungen zu seiner Herstellung                                                | AT316336B               | 1970-08-05         |
| Molded article formed of fiber reinforced material                                                                                                | US3945420A              | 1970-08-05         |
| Method of making a molded article with oriented fiber reinforcements                                                                              | US4014969A              | 1970-08-05         |
| Vorrichtung zur Pruefung der Festigkeit des Verbandes von Reifenwuelsten                                                                          | AT378608B               | 1983-11-17         |
| Luftbereiftes Fahrzeugrad | AT49540T                | 1984-02-22         |
| Fahrzeugluftreifen | AT384191B               | 1984-08-23         |
| Luftreifen | AT386160B               | 1985-05-02         |
| Tyre for motor vehicles equipped with a carcase with one or more layers and a reinforcing element of the belt type arranged under the tread strip | FR2586620A1             | 1985-09-02         |
| Fahrzeugluftreifen | AT386571B               | 1985-12-11         |
| Machine for checking the structural stability of vehicle tyres                                                                                    | FR2597600A1             | 1986-04-22         |
| Sculpture de bande de roulement pour un pneumatique de vehicule                                                                                   | FR2629763A1             | 1988-04-07         |
| Sculpture de bande de roulement pour un pneumatique de vehicule                                                                                   | FR2629762A1             | 1988-04-07         |
| Laufflaechenprofil fuer Fahrzeugluftreifen | AT390914B               | 1988-05-04         |
| Fahrzeugluftreifen | AT69411T                | 1988-09-14         |
| Laufflaechenprofil fuer einen Fahrzeugluftreifen                                                                                                  | AT394001B               | 1988-09-21         |
| Radialreifen, insbesondere für Allrad-Fahrzeuge                                                                                                   | AT400025B               | 1989-12-06         |
| Fahrzeugluftreifen | AT398732B               | 1990-03-20         |
| Fahrzeugluftreifen | AT398731B               | 1990-04-25         |
| Pneumatique de vehicule, muni d’un flanc a motif decoratif                                                                                        | FR2661871A1             | 1990-05-14         |
| Fahrzeugluftreifen | AT113248T               | 1990-10-04         |
| Fahrzeugluftreifen | AT113246T               | 1990-10-04         |
| Fahrzeugluftreifen | AT113247T               | 1990-10-04         |
| Festigkeitsträger | AT139490T               | 1992-09-15         |
| Radialluftreifen für PKW | AT401367B               | 1993-11-08         |
| Fahrzeugreifen in Radialbauart | AT401369B               | 1994-04-28         |
| Fahrzeugreifen mit einem Laufstreifenprofil | AT403358B               | 1996-02-27         |

## Ausstellungen (Auswahl)
- 1979 Stadthaus Klagenfurt, Landschaftsaquarelle
- 1980 Zentralsparkasse Baden, „Landschaftsaquarelle“[10][11]
- 1981 Semperit AG Wien, Eitempera mit Kaseinemulsionsfarben auf Kalkgrund: „Da ma san Mankalan“
- 1988 Gemeindeamt Enzesfeld, Eitempera, Landschaftsaquarelle und figurative Aquarelle
- 1993 Enzesfeld-Lindabrunn, Aquarelle